# Piaseczno (công xã)
Gmina Piaseczno là một vùng đô thị-nông thôn (quận hành chính) ở hạt Piaseczno, Masovian Voivodeship, ở phía đông trung bộ Ba Lan. Khu hành chính của nó là thị trấn Piaseczno, nằm khoảng 17 kilômét (11 mi) phía nam Warsaw.
Gmina có diện tích 128,22 kilômét vuông (49,5 dặm vuông Anh), và tính đến năm 2016, tổng dân số của nó là 76.323 (trong đó dân số của Piaseczno lên tới 44.066, và dân số của vùng nông thôn của Gmina là 32.257).
Gmina bao gồm một phần của khu vực được bảo vệ gọi là Công viên cảnh quan Chojnów.

## Làng
Ngoài khu hành chính Piaseczno, Gmina Piaseczno chứa các làng và các khu định cư của Antoninów, Bąkówka, Baszkówka, Bobrowiec, Bogatki, Chojnow, Chylice, Chyliczki, Głosków, Głosków-Letnisko, Gołków, Grochowa, Henryków-Urocze, jastrzebie, Jazgarzew, Jesówka, Józefosław, Julianow, Kamionka, Kuleszówka, Łbiska, Mieszkowo, Nowinki, Orzeszyn, Pęchery, Pęchery-Łbiska, Pilawa, Pólko, Robercin, Runów, Runów-Osada, Siedliska, Szczaki, Wola Gołkowska, Wolka Kozodawska, Wolka Pęcherska, Wolka Pracka, Żabieniec, Zalesie Górne và Złotokłos.

## Gmina lân cận
Gmina Piaseczno giáp với thành phố Warsaw và các Gmina của Góra Kalwaria, Konstancin-Jeziorna, Lesznowola, Prażmów và Tarczyn.